# Cicindinae
Cicindinae (лат.) — подсемейство жужелиц, включающее в себя 2 рода и 2 вида. Обладает разорванным ареалом (один вид в Аргентине, а второй — в Иране).

## Описание
Длина желтовато-бурого тела около 1 см. Глаза крупные. Усики 11-члениковые. Ноги длинные и тонкие, лапки 5-члениковые, на голенях по две шпоры. Встречаются на побережьях соленых озер и морей. Включает Cicindis horni — вид плавающих хищных жужелиц, способных погружаться в глубину водоёма за своей добычей.

## Систематика
Ранее рассматривалось в качестве трибы Cicindini или надтрибы Cicinditae.
Подсемейство Cicindinae
- Род Archaeocindis Kavanaugh and Erwin, 1991
  - Archaeocindis johnbeckeri (Bänninger, 1927)
    - =Cicindis johnbeckeri Bänninger, 1927
- Род Cicindis Bruch 1908
  - Cicindis horni Bruch 1908